# Планина (Крупањ)
Планина је насеље у Србији у општини Крупањ у Мачванском округу. Према попису из 2022. било је 57 становника.
У селу је од 1933. до 2005. постојала основна школа.

## Демографија
У насељу Планина живи 185 пунолетних становника, а просечна старост становништва износи 50,3 година (48,1 код мушкараца и 52,4 код жена). У насељу има 81 домаћинство, а просечан број чланова по домаћинству је 2,52.
Ово насеље је великим делом насељено Србима (према попису из 2002. године). У последња три пописа примећен је пад броја становника.
|  |

| Демографија | Демографија | Демографија |
| Година      | Становника  | Становника  |
| ----------- | ----------- | ----------- |
| 1948.       | 571         |             |
| 1953.       | 636         |             |
| 1961.       | 631         |             |
| 1971.       | 560         |             |
| 1981.       | 469         |             |
| 1991.       | 287         | 282         |
| 2002.       | 204         | 204         |

| Етнички састав према попису из 2002.‍ | Етнички састав према попису из 2002.‍ | Етнички састав према попису из 2002.‍ | Етнички састав према попису из 2002.‍ | Етнички састав према попису из 2002.‍ |
| ------------------------------------ | ------------------------------------ | ------------------------------------ | ------------------------------------ | ------------------------------------ |
|                                      |                                      |                                      |                                      |                                      |
| Срби                                 | Срби                                 |                                      | 202                                  | 99,01%                               |
| непознато                            | непознато                            |                                      | 2                                    | 0,98%                                |

| Година пописа     | 1948. | 1953. | 1961. | 1971. | 1981. | 1991. | 2002. |
| ----------------- | ----- | ----- | ----- | ----- | ----- | ----- | ----- |
| Број домаћинстава | 76    | 83    | 91    | 103   | 107   | 90    | 81    |

| Број чланова      | 1  | 2  | 3  | 4 | 5 | 6 | 7 | 8 | 9 | 10 и више | Просек |
| ----------------- | -- | -- | -- | - | - | - | - | - | - | --------- | ------ |
| Број домаћинстава | 17 | 33 | 14 | 9 | 6 | 1 | 1 | 0 | 0 | 0         | 2,52   |

| Пол    | Укупно | Неожењен/Неудата | Ожењен/Удата | Удовац/Удовица | Разведен/Разведена | Непознато |
| ------ | ------ | ---------------- | ------------ | -------------- | ------------------ | --------- |
| Мушки  | 92     | 28               | 58           | 4              | 2                  | 0         |
| Женски | 97     | 14               | 58           | 24             | 1                  | 0         |
| УКУПНО | 189    | 42               | 116          | 28             | 3                  | 0         |

| Пол    | Укупно                    | Пољопривреда, лов и шумарство | Рибарство                            | Вађење руде и камена | Прерађивачка индустрија       |
| ------ | ------------------------- | ----------------------------- | ------------------------------------ | -------------------- | ----------------------------- |
| Мушки  | 58                        | 51                            | 0                                    | 0                    | 1                             |
| Женски | 21                        | 19                            | 0                                    | 0                    | 0                             |
| УКУПНО | 79                        | 70                            | 0                                    | 0                    | 1                             |
| Пол    | Производња и снабдевање   | Грађевинарство                | Трговина                             | Хотели и ресторани   | Саобраћај, складиштење и везе |
| Мушки  | 0                         | 3                             | 1                                    | 0                    | 0                             |
| Женски | 0                         | 0                             | 0                                    | 1                    | 0                             |
| УКУПНО | 0                         | 3                             | 1                                    | 1                    | 0                             |
| Пол    | Финансијско посредовање   | Некретнине                    | Државна управа и одбрана             | Образовање           | Здравствени и социјални рад   |
| Мушки  | 0                         | 0                             | 0                                    | 1                    | 0                             |
| Женски | 0                         | 0                             | 0                                    | 0                    | 0                             |
| УКУПНО | 0                         | 0                             | 0                                    | 1                    | 0                             |
| Пол    | Остале услужне активности | Приватна домаћинства          | Екстериторијалне организације и тела | Непознато            | Непознато                     |
| Мушки  | 0                         | 0                             | 0                                    | 1                    | 1                             |
| Женски | 0                         | 0                             | 0                                    | 1                    | 1                             |
| УКУПНО | 0                         | 0                             | 0                                    | 2                    | 2                             |